# 第2親衛諸兵科連合軍 (ロシア陸軍)
第2親衛諸兵科連合軍（だい2しんえいしょへいかれんごうぐん、ロシア語: 2-я гвардейская общевойсковая армия）は、ロシア陸軍の軍。中央軍管区隷下。

## 概要

### 第二次世界大戦
1943年2月、第二次世界大戦の影響に伴い、赤軍（現ソ連地上軍）の第2戦車軍としてロシア・ソビエト連邦社会主義共和国（現ロシア）で創設された。
1945年1月から、独ソ戦に投入され、名誉称号「親衛隊」を授与された。

### 冷戦
1946年6月、占領軍としてドイツ東部のソ連占領地域（後の東ドイツ）に移駐し、第2親衛機械化軍に改編された。
1957年7月、装甲部隊化に伴い、第2親衛戦車軍に改編された。
1968年2月、赤旗勲章を授与された。
1992年12月26日、ソビエト連邦の崩壊とロシアの独立に伴い、創設されたロシア陸軍に編入し、第2親衛諸兵科連合軍に改編された。
1998年5月、軍縮で解隊され、2001年9月にサマラ州で再編された。

### ドンバス戦争
2014年8月、第21独立自動車化狙撃旅団がドンバス戦争に投入され、9月に東部ドネツィク州イロヴァイスクを占領した。
2020年11月10日、第15独立親衛平和維持旅団が第二次ナゴルノ・カラバフ紛争に投入された。

### ロシアのウクライナ侵攻

#### 北部・スームィ戦線
2022年2月24日から、ロシアのウクライナ侵攻では、ロシア・クルスク州からウクライナ北東部攻勢を開始し、北部スームィ州フルーヒウ、コノトプを占領したが、北部キーウ州ブロヴァルィーで撃退されて4月上旬にスームィ州から撤退した。駐留中には民間人に対する処刑・拷問などの戦争犯罪が指摘された。

#### 北東部・イジューム戦線
2022年4月下旬、北東部ハルキウ州イジュームに再配置されたが、直後にウクライナ軍のミサイル攻撃で野戦司令部が破壊された。駐留中には民間人に対する処刑・拷問などの戦争犯罪が指摘された。

#### 東部・北ドネツク戦線
2022年5月、東部ドネツィク州で攻勢を開始し、クラマトルシク地区リマンを占領したが、バフムート地区シヴェルシクで撃退された。9月上旬にはウクライナ軍が攻勢を開始し、第30独立自動車化狙撃旅団のセルゲイ・レフキン参謀長が戦死し、北東部ハルキウ州の大部分とリマンを解放されて撤退した。

#### 東部・スヴァトヴェ-クレミンナ戦線
2023年2月、東部ルハーンシク州セヴェロドネツィク地区クレミンナに配備され、占領地での休養・再編と防衛作戦に専念して力を蓄えた。

#### 東部・アウディーイウカ戦線
2023年10月上旬、東部ドネツィク州ポクロウシク地区アウディーイウカに再配置され、第15独立親衛自動車化狙撃旅団、第21独立親衛自動車化狙撃旅団が第1軍団隷下の第114親衛自動車化狙撃旅団と合同で攻勢を開始し、先陣を切って大損害を被ったが長く膠着していた戦線の突破に貢献した。

## 編制
- 第91司令部旅団（サマラ）
- 第15独立親衛自動車化狙撃旅団（ロシチンスキー）
- 第21独立親衛自動車化狙撃旅団（トツケ）
- 第30独立自動車化狙撃旅団（ロシチンスキー）
- 第385親衛砲兵旅団（ロシア語版、英語版）
- 第92弾道ミサイル旅団（ロシア語版）
- 第297親衛対空ミサイル旅団（ロシア語版）
- 第39工兵連隊
- 第2化学防護連隊
- 第234独立通信大隊（クリャジ）
- 第53独立電子戦大隊（サマラ）

## 著名な出身者
- アレクサンダー・ズラブリョフ